# Rhododendron fulgens
Rhododendron fulgens är en ljungväxtart som beskrevs av Joseph Dalton Hooker. Rhododendron fulgens ingår i släktet rododendron, och familjen ljungväxter. Inga underarter finns listade i Catalogue of Life.